# Scandinavian Metal Attack
Scandinavian Metal Attack es un álbum split de las bandas Oz, Trash, Spitfire, Zero Nine, y los conocidos Bathory.
Todas las canciones fueron producidas por The Boss (Borje Forsberg).
La pintura de la portada es "Thor's fight with the giants" de Mårten Eskil Winge, 1872.
Remasterizado y relanzado en CD de 1996 por Black Mark Productions.

## Lista de canciones
1. "Fire in the Brain" - 02:56
2. "Watch Out" - 04:58
3. "Sacrifice" - 04:15
4. "Eyes of Storm" - 05:29
5. "Under the Sun" - 03:37
6. "No More Rock Tonight" - 03:43
7. "Walk Away" - 03:57
8. "Search Lights" - 03:20
9. "Crazy Living" - 03:52
10. "The Return of Darkness and Evil" - 04:55